# Borg El Arab
Borg El Arab (in arabo: برج العرب) è una città industriale nel governatorato di Alessandria, in Egitto.

## Panoramica
Si trova a circa 45 chilometri a sud-ovest da Alessandria e circa sette chilometri dalla costa mediterranea. A nord di Borg El Arab si trova il resort King Maryut e il lago Maryut. La città ha un aeroporto, l'aeroporto di Borg El Arab, che serve circa 250 000 passeggeri all'anno. Borg El Arab è ampiamente considerata un'estensione della città di Alessandria.
Il 23 aprile 1973 il presidente egiziano Anwar al-Sadat ha incontrato il presidente siriano Hafiz al-Asad presso la residenza presidenziale di Borg El Arab per due giorni di discussioni dettagliate in preparazione all'offensiva congiunta su Israele che ha lanciato la guerra del Kippur. Il presidente Hosni Mubarak eseguì l'inaugurazione formale della città nel novembre 1988.